# Роговка (Черниговская область)
Роговка (укр. Рогівка) — село в Новгород-Северском районе Черниговской области Украины. Население — 364 человека. Занимает площадь 1,08 км².
Почтовый индекс: 16031. Телефонный код: +380 4658.
В начале XI века гибнет поселение роменской культуры у села Роговка.

## Власть
Орган местного самоуправления — Лесконоговский сельский совет. Почтовый адрес: 16031, Черниговская обл., Новгород-Северский р-н, с. Лесконоги, ул. Центральная, 57.